# Československá basketbalová liga 1966-1967
La Československá basketbalová liga 1966-1967 è stata la 39ª edizione del massimo campionato cecoslovacco di pallacanestro maschile. La vittoria finale è stata ad appannaggio dello Spartak ZJŠ Brno.

## Risultati

### Stagione regolare
|     | Squadra              | G  | V  | P  | PF   | PS   | Pt. | Qualificazione |
| --- | -------------------- | -- | -- | -- | ---- | ---- | --- | -------------- |
| 1.  | Spartak ZJŠ Brno     | 32 | 29 | 3  | 2961 | 2359 | 61  |                |
| 2.  | Slavia VŠ Praga      | 32 | 29 | 3  | 2956 | 2427 | 61  |                |
| 3.  | Sparta ČKD Praga     | 32 | 18 | 14 | 2510 | 2465 | 50  |                |
| 4.  | Iskra Svit           | 32 | 17 | 15 | 2467 | 2321 | 49  |                |
| 5.  | Dukla Olomouc        | 32 | 15 | 17 | 2558 | 2551 | 47  |                |
| 6.  | Slávia VŠ Bratislava | 32 | 13 | 19 | 2315 | 2565 | 45  |                |
|     |                      |    |    |    |      |      |     |                |
| 7.  | Tatran Ostrava       | 32 | 16 | 16 | 2612 | 2605 | 48  |                |
| 8.  | Baník Prievidza      | 32 | 15 | 17 | 2430 | 2583 | 47  |                |
| 9.  | Pardubice            | 32 | 14 | 18 | 2523 | 2683 | 46  |                |
| 10. | Slovan Orbis Praga   | 32 | 12 | 20 | 2369 | 2514 | 44  | retrocesse     |
| 11. | Slavoj Vyšehrad      | 32 | 9  | 23 | 2272 | 2567 | 41  | retrocesse     |
| 12. | Viktoria Žižkov      | 32 | 5  | 27 | 2433 | 2766 | 37  | retrocesse     |

| Československá basketbalová liga 1966-1967 |
| ------------------------------------------ |
| Spartak ZJŠ Brno 12º titolo                |

## Formazione vincitrice
| N° | Naz.                      | Ruolo | Sportivo           |  | Alt. |  |
| -- | ------------------------- | ----- | ------------------ |  | ---- |  |
|    | Cecoslovacchia (bandiera) |       | František Konvička |  | 192  |  |
|    | Cecoslovacchia (bandiera) |       | Vladimír Pištělák  |  | 189  |  |
|    | Cecoslovacchia (bandiera) |       | Zdeněk Bobrovský   |  | 186  |  |
|    | Cecoslovacchia (bandiera) | A     | Jan Bobrovský      |  | 200  |  |
|    | Cecoslovacchia (bandiera) | P     | Robert Mifka       |  |      |  |
|    | Cecoslovacchia (bandiera) |       | Zdeněk Konečný     |  | 204  |  |
|    | Cecoslovacchia (bandiera) |       | Tomáš Jambor       |  |      |  |
|    | Cecoslovacchia (bandiera) |       | Ivo Dubš           |  |      |  |
|    | Cecoslovacchia (bandiera) |       | Vlastimil Cvrkal   |  |      |  |
|    | Cecoslovacchia (bandiera) |       | Ballon-Mierný      |  |      |  |
|    | Cecoslovacchia (bandiera) |       | V. Konvička        |  |      |  |
|    | Cecoslovacchia (bandiera) |       | Zanáška            |  |      |  |
|    | Cecoslovacchia (bandiera) |       | Vrba               |  |      |  |
|    | Cecoslovacchia (bandiera) |       | Branný             |  |      |  |
|    | Cecoslovacchia (bandiera) | All.  | Ivan Mrázek        |  |      |  |

## Fonti
- Ing. Pavel Šimák: Historie československého basketbalu v číslech (1932-1985), Basketbalový svaz ÚV ČSTV, květen 1985, 174 stran
- Ing. Pavel Šimák: Historie československého basketbalu v číslech, II. část (1985-1992), Česká a slovenská basketbalová federace, březen 1993, 130 stran
- Juraj Gacík: Kronika československého a slovenského basketbalu (1919-1993), (1993-2000), vydáno 2000, 1. vyd, slovensky, BADEM, Žilina, 943 stran
- Jakub Bažant, Jiří Závozda: Nebáli se své odvahy, Československý basketbal v příbězích a faktech, 1. díl (1897-1993), 2014, Olympia, 464 stran